# Stations à choux insulaires de Barbaggio et Poggio d'Oletta
Stations à choux insulaires de Barbaggio et Poggio d'Oletta este o arie protejată (sit de importanță comunitară — SCI) din Franța întinsă pe o suprafață de 67,2 ha, integral pe uscat.

## Localizare
Centrul sitului Stations à choux insulaires de Barbaggio et Poggio d'Oletta este situat la coordonatele 42°40′04″N 9°22′22″E / 42.66778°N 9.37278°E.

## Înființare
Situl Stations à choux insulaires de Barbaggio et Poggio d'Oletta a fost declarat arie specială de conservare în baza directivei 92/43 din 1992 referitoare la conservarea habitatelor naturale și a faunei și florei sălbatice pentru a proteja 1 specie de plante.

## Biodiversitate
Situată în ecoregiunea mediteraneană, aria protejată conține 3 habitate naturale: Pseudostepă cu ierburi și specii anuale de Thero-Brachypodietea, Pante stâncoase calcaroase cu vegetație casmofită, Pante stâncoase silicioase cu vegetație casmofită.
La baza desemnării sitului se află o specie protejată de  plante: Brassica insularis.